# 1958
- Wikisource

| Calendário gregoriano                                                        | 1958 MCMLVIII                        |
| Ab urbe condita                                                              | 2711                                 |
| Calendário arménio                                                           | 1407 – 1408                          |
| Calendário bahá'í                                                            | 114 – 115                            |
| Calendário budista                                                           | 2502                                 |
| Calendário chinês                                                            | 4654 – 4655 Início a 18 de fevereiro |
| Calendário copta                                                             | 1674 – 1675                          |
| Calendário etíope                                                            | 1950 – 1951                          |
| Calendários hindus - Vikram Samvat - Calendário nacional indiano - Cáli Iuga | 2013 – 2014 1879 – 1880 5058 – 5059  |
| Calendário Holoceno                                                          | 11958                                |
| Calendário islâmico                                                          | 1378 – 1379                          |
| Calendário judaico                                                           | 5718 – 5719 Início a 15 de setembro  |
| Calendário persa                                                             | 1336 – 1337 Início a 21 de março     |
| Calendário rúnico                                                            | 2208                                 |
| Calendário solar tailandês                                                   | 2501                                 |

1958 (MCMLVIII, na numeração romana) foi um ano comum do século XX que começou numa quarta-feira, segundo o calendário gregoriano. A sua letra dominical foi E. A terça-feira de Carnaval ocorreu a 18 de fevereiro e o domingo de Páscoa a 6 de abril. Segundo o horóscopo chinês, foi o ano do Cão, começando a 18 de fevereiro.

| Evento                                                   | Data            | Hora  |
| -------------------------------------------------------- | --------------- | ----- |
| Aquário                                                  | 20 de janeiro   | 13:29 |
| Peixes                                                   | 19 de fevereiro | 03:49 |
| primavera no hemisfério norte e outono no hemisfério sul |                 |       |
| Carneiro/equinócio                                       | 21 de março     | 03:06 |
| Touro                                                    | 20 de abril     | 14:27 |
| Gémeos                                                   | 21 de maio      | 13:52 |
| verão no hemisfério norte e inverno no hemisfério Sul    |                 |       |
| Caranguejo/solstício                                     | 21 de junho     | 21:57 |
| Leão                                                     | 23 de julho     | 08:51 |
| Virgem                                                   | 23 de agosto    | 15:46 |
| Outono no Hemisfério Norte e Primavera no Hemisfério Sul |                 |       |
| Balança/equinócio                                        | 23 de setembro  | 13:09 |
| Escorpião                                                | 23 de outubro   | 22:12 |
| Sagitário                                                | 22 de novembro  | 19:30 |
| inverno no hemisfério norte e verão no hemisfério sul    |                 |       |
| Capricórnio/solstício                                    | 22 de dezembro  | 08:40 |

| UTC: Portugal Continental, Madeira, Guiné-Bissau e São Tomé e Príncipe Subtrair (-): 1 h nos Açores e Cabo Verde 2 h nas Ilhas oceânicas brasileiras 3 h em Brasília, em Goiás, na Amazônia Oriental Brasileira e no nordeste, sudeste e sul brasileiros 4 h na Amazônia Ocidental Brasileira, Mato Grosso e Mato Grosso do Sul 5 h no Acre e sudoeste do Amazonas Adicionar (+): 1 h em Angola e Guiné Equatorial 2 h em Moçambique 8 h em Macau 9 h em Timor-Leste. |
| Adicionar uma hora durante a vigência do horário de verão: Portugal Continental : De 6 de abril a 5 de outubro de 1958 |

| Ano completo                        |
| ----------------------------------- |
| Ano comum com início à quarta-feira |

## Eventos
- Inicia-se a construção da Usina Hidrelétrica de Furnas, em Minas Gerais.
- Abril - Após os incidentes durante a viagem do vice-presidente americano Richard Nixon pela América do Sul, JK troca cartas com o Presidente americano Dwight D. Eisenhower dando início a criação da Operação Pan-americana.[1]

### Março
- 16 de março - É inaugurado o Parque Zoológico de São Paulo, no Brasil.

### Abril
- 19 de abril - Criação da Arquidiocese de Aparecida pelo Papa Pio XII.

### Maio
- 1 de maio - Inauguração do Farol da Ponta dos Rosais, que por força da crise sísmica de 1964 é temporariamente abandonado, voltando a acontecer o mesmo após o Terramoto de 1 de janeiro de 1980.[2]
- 13 de maio - Durante uma visita a Caracas, Venezuela, o carro do vice-presidente Richard M. Nixon é atacado por manifestantes antiamericanos.[3][4]

### Junho
- 10 de junho a 29 de junho - Copa do Mundo FIFA de 1958, ocorre na Suécia, onde a Seleção Brasileira de Futebol torna-se campeã pela primeira vez.
- 24 de junho - É nomeado Lucas Lopes, novo Ministro da Fazenda do Brasil, que implantou o Plano de Estabilização Monetária (PEM), que visava estabilizar a inflação, atendendo a exigências do FMI para a aquisição de um empréstimo de 300 milhões, para manter as obras de construção de Brasília.[5]

### Julho
- 1 de julho - Início da inundação do Canal de São Lourenço no Canadá.
- 29 de julho - Foi fundada a NASA em Washington, D.C.

### Agosto
- 3 de agosto - O submarino nuclear USS Nautilus é o primeiro submarino a atravessar o Polo Norte sob a água.

### Setembro
- 19 de setembro - Proclamação do Governo Provisório da República Argelina (GPRA) a partir do Cairo.

### Outubro
- 2 de outubro - Independência da Guiné.
- 18 de outubro - Foi lançado o primeiro jogo eletrônico da história: Tennis for Two.
- 24 de outubro - Fim da erupção do Vulcão dos Capelinhos, Ilha do Faial, Açores.
- 28 de outubro - No Conclave de 1958, o Cardeal Angelo Giuseppe Roncalli, é eleito Papa João XXIII.

### Dezembro
- 24 de dezembro - A inflação no Brasil fecha o ano em 24,39%, segundo IGP-DI calculada pela FGV.[6] Sancionado decreto nº 45 106-A, que aumenta em mais de 50% o salário-mínimo a partir do próximo ano.[7]

## Nascimentos
- 14 de março - Albert II, príncipe de Mónaco.
- 7 de junho - Prince, cantor, multiinstrumentista e dançarino americano (m. 2016).
- 7 de agosto - Bruce Dickinson, cantor britânico.
- 16 de agosto - Madonna, cantora, compositora, dançarina e atriz americana, conhecida como Rainha do Pop.[8][9][10]
- 29 de agosto - Michael Jackson, cantor, compositor e dançarino americano, conhecido como Rei do Pop (m. 2009).[11]
- 30 de agosto - Kate Bush, cantora e compositora britânica.
- 31 de agosto - Mácleim, compositor, arranjador e cantor brasileiro.
- 22 de setembro - Andrea Bocelli, cantor, compositor e produtor italiano.
- 5 de outubro - Neil deGrasse Tyson, astrofísico americano.
- 10 de outubro - Tanya Tucker, cantora de country americana.

## Mortes
- 12 de maio - Irma Sèthe, violinista e pedagogista belga. (n. 1976).
- 16 de junho - Nereu Ramos, advogado e político brasileiro, 20° Presidente do Brasil (n. 1888)
- 29 de julho - Karl Arnold, político alemão (n. 1901)[12].
- 9 de outubro - Papa Pio XII, 261.º Papa. (n. 1876)
- ? - Kim Tu-bong, presidente da Coreia do Norte de 1948 a 1957 (n. 1886).

## Prémio Nobel
- Física - Pavel Alekseyevich Cherenkov,[13] Illia Mikhailovich Frank,[13] Igor Yevgenyevich Tamm[13]
- Química - Frederick Sanger[14]
- Medicina - George Wells Beadle,[15] Edward Lawrie Tatum,[15] Joshua Lederberg[15]
- Literatura - Boris Leonidovich Pasternak[16]
- Paz - Georges Pire[17]

## Epacta e idade da Lua
| Epacta gregoriana | 13 (XIII) |
| Idade da Lua      | Letra o   |

## Por tema
- 1958 na arte
- 1958 no Brasil
- 1958 na ciência
- 1958 no cinema
- Desastres em 1958
- 1958 no desporto
- Divisões administrativas em 1958
- 1958 no jornalismo
- 1958 na literatura
- 1958 na música
- 1958 na política
- 1958 na rádio
- 1958 no teatro
- 1958 na televisão